# Plac Powstania w Petersburgu

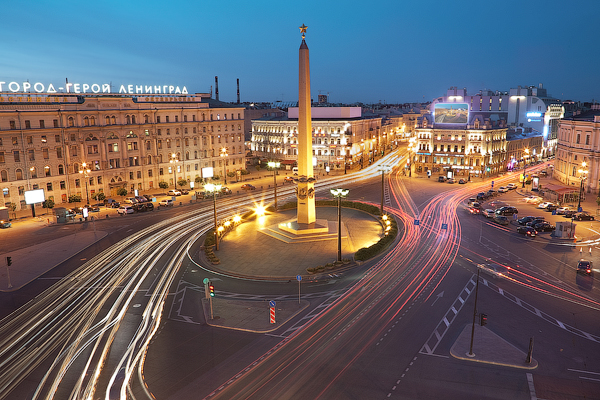
Plac Powstania z pomnikiem Miasta-Bohatera Leningradu

Plac Powstania (ros. Площадь Восстания, Płoszczad' Wosstanija), przed 1918 r. plac Znamieński (ros. Знаменская площадь, Znamienskaja Płoszczad) – plac w rejonie centralnym Petersburga, na przecięciu prospektów Newskiego i Ligowskiego.

## Historia
Plac został wytyczony w latach 40. XIX w. według projektu Nikołaja Jefimowa w związku z budową Dworca Nikołajewskiego i potrzebą uporządkowania przestrzeni wokół tego obiektu. Nazwę plac otrzymał od znajdującej się przy nim cerkwi Wjazdu Pańskiego do Jerozolimy, którą popularnie nazywano cerkwią Ikony Matki Bożej "Znak" (Znamieńską). W 1851 r. ukończono przy nim budowę Dworca Nikołajewskiego, zaś w 1847 r. budynek zajęty trzynaście lat później przez hotel Znamieński (Гостинница Знаменская – gostinnica Znamienskaja, od 1932 r. Oktiabrskaja). W 1909 r. na placu odsłonięty został pomnik cara Aleksandra III.

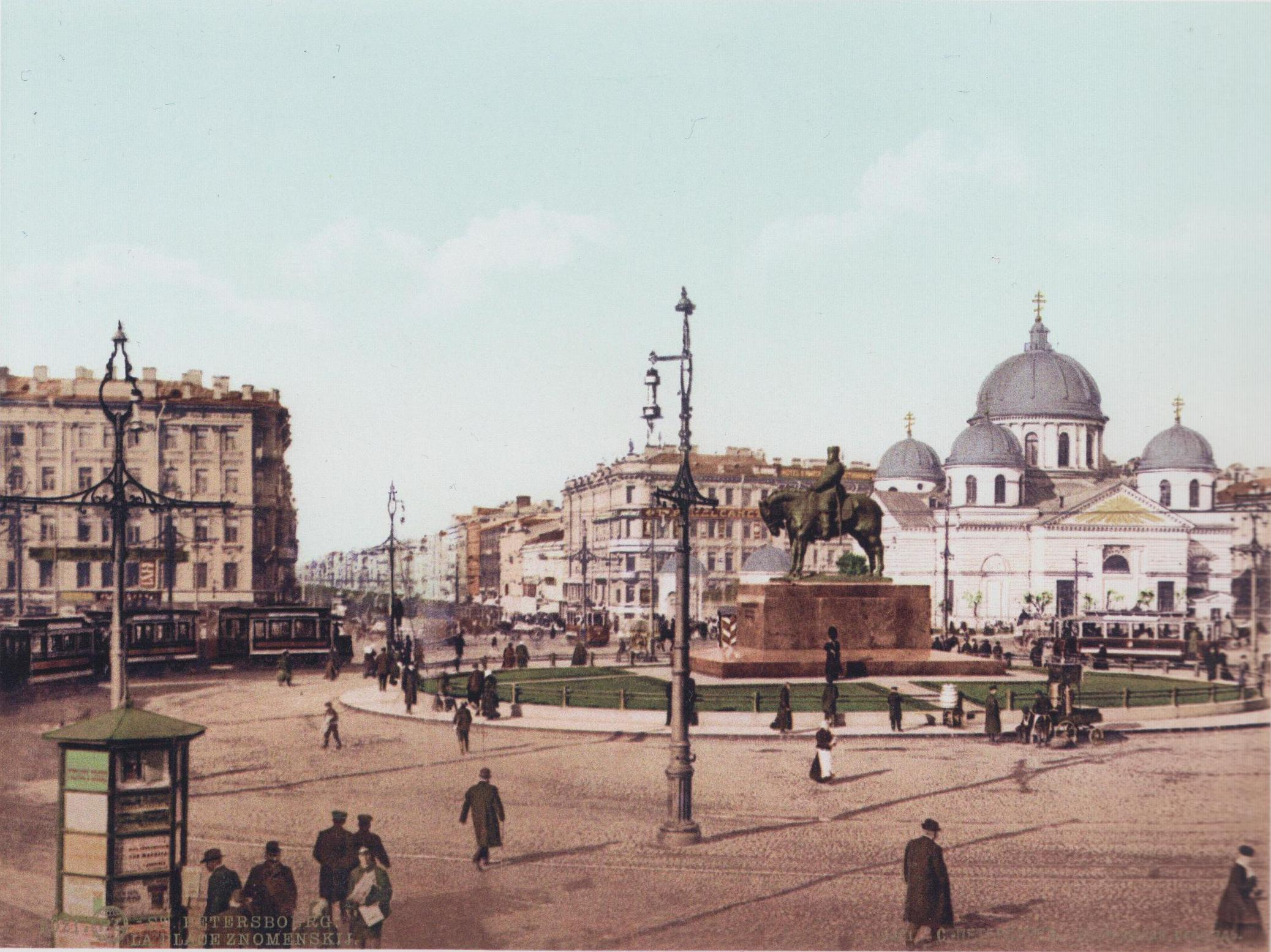
Plac Znamieński, pocz. XX w. Widoczna cerkiew oraz pomnik Aleksandra III

Podczas rewolucji lutowej 1917 r. Plac Znamieński był miejscem mityngów i demonstracji. 25 lutego/10 marca 1917 r., gdy w Petersburgu wybuchł rewolucyjny strajk powszechny z udziałem 270 tys. robotników, na placu przez wiele godzin odbywał się wiec, przemówienia wygłaszano ze stopni pomnika Aleksandra III. Po południu tego dnia konna policja i Kozacy zaatakowali wiecujących. Komisarz policji Aleksandr Kryłow próbował wyrwać czerwony sztandar jednemu z uczestników zgromadzenia i został w niejasnych okolicznościach zabity (według jednych relacji został zabity przez demonstranta, według innych, pomyłkowo, przez jednego z Kozaków). Następnego dnia, 26 lutego/11 marca na placu ponownie odbywał się protest. W tym dniu dowodzący wojskami Piotrogrodzkiego Okręgu Wojskowego gen. Siergiej Chabałow podjął próbę siłowego stłumienia demonstracji. Na Placu Znamieńskim wojsko i policja rozpędziły wiec, zabijając ok. 50 zgromadzonych robotników. Następnego dnia niemal cały piotrogrodzki garnizon przeszedł na stronę rewolucji. Po rewolucji październikowej Plac Znamieński został przemianowany na Plac Powstania dla upamiętnienia jego roli podczas wydarzeń rewolucyjnych.
W 1937 r. z placu usunięto pomnik Aleksandra III, a cztery lata później zburzono cerkiew Wjazdu Pańskiego, od 1938 r. nieczynną. W 1952 r. na placu urządzono skwer. Trzy lata później powstała przy nim stacja metra, nosząca tę samą nazwę, co plac. Z okazji czterdziestej rocznicy zwycięstwa w II wojnie światowej w 1985 r. na Placu Powstania wzniesiono pomnik Miasta-Bohatera Leningradu w formie obelisku.